# Rillenerosion

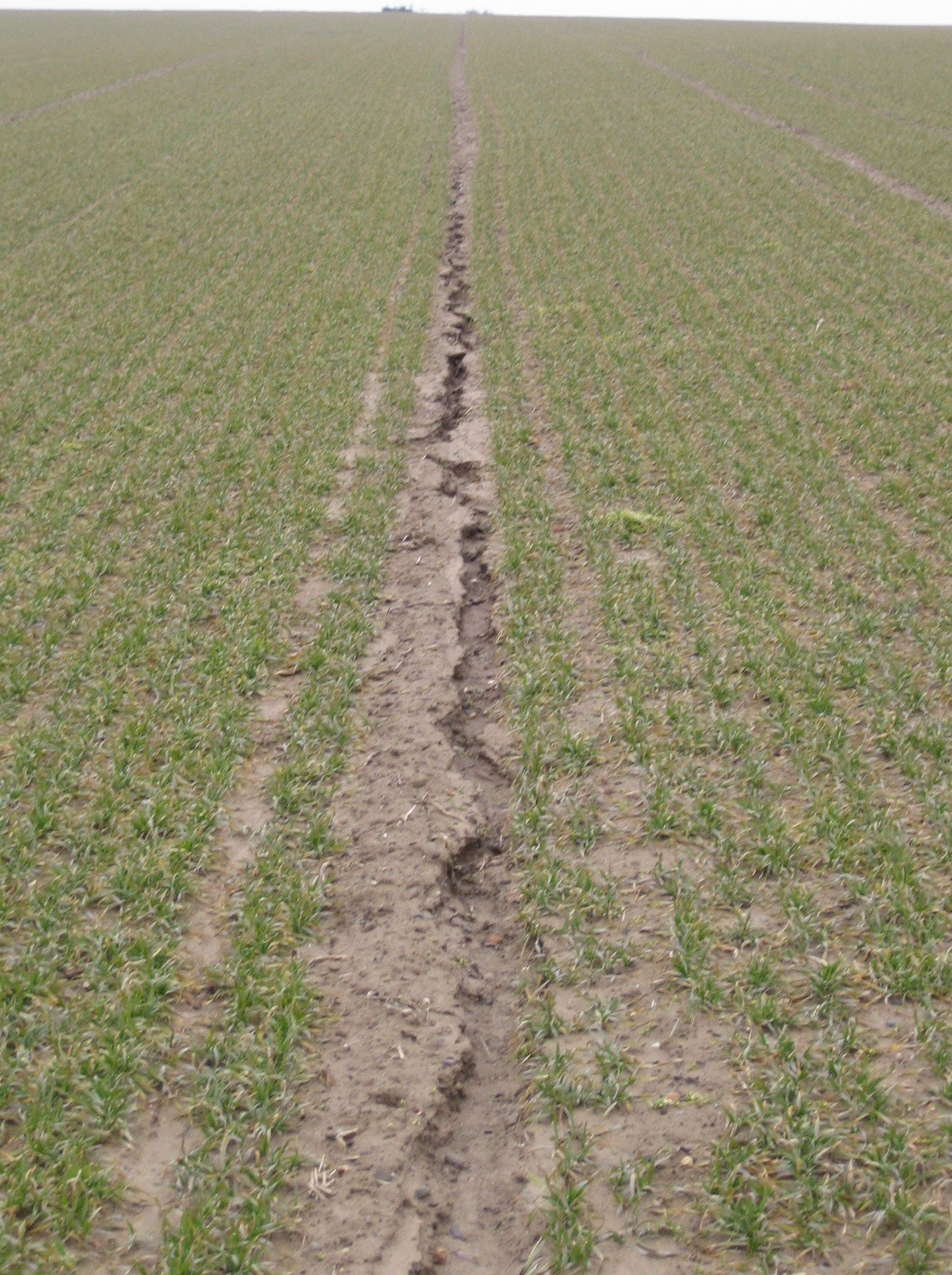

Unter Rillenerosion (im deutschen Sprachgebrauch auch Rinnenerosion, engl. rill erosion, auch gully erosion; in Südamerika auch Voçorocas) versteht man in den Geowissenschaften geradlinige Wassererosionsformen von kleineren Dimensionen. Der Begriff wird vor allem bei der Schadenskartierung von Böschungen, planierten Flächen und unbefestigten Straßen und Wegen verwendet.
Die Deutsche Vereinigung für Wasserwirtschaft, Abwasser und Abfall empfiehlt in ihrer Schadenskartieranleitung folgende Definitionen:
- Rillen, lineare Formen <10 cm Tiefe
- Rinnen, lineare Formen >10 cm bis <40 cm
- Gräben, lineare Formen >40 cm
- Flutrinnen, lineare Formen >40 cm Tiefe mit größerer Breite als Tiefe

Die Rillenerosion lässt sich meist in zwei Gruppen unterteilen:
- flächenhafte Erosion mit Rillen- und untergeordnet Rinnenbildung und
- einzeln vorkommende Rinnen, Gräben und Flutrinnen

Unbefestigte, leicht geneigte Flächen schaffen Beschleunigungsstrecken für den Oberflächenabfluss und leiten so große Wassermengen in tiefer gelegene Gebiete. So können Flutrinnen von erheblicher Tiefe entstehen, die dann auch als Schussrinne bezeichnet wird. Dieser Vorgang kann sich selbst verstärken, wenn die Rinne eine Grundwasser führende Schicht durchschneidet. Dadurch kann es in Siedlungsgebieten zu Unterspülungen der Bausubstanz und Erosionsschäden an Straßen kommen.